# Adidas Conext
L'Adidas Conext è una linea di palloni da calcio prodotta dalla Adidas. I palloni di questa linea sono stati prodotti per varie competizioni tra cui il campionato mondiale femminile di calcio, i tornei di calcio dei Giochi Olimpici estivi, la UEFA Europa League, la Supercoppa UEFA, la Coppa del mondo per club FIFA e varie competizioni nazionali per club.

## Adidas Conext 15

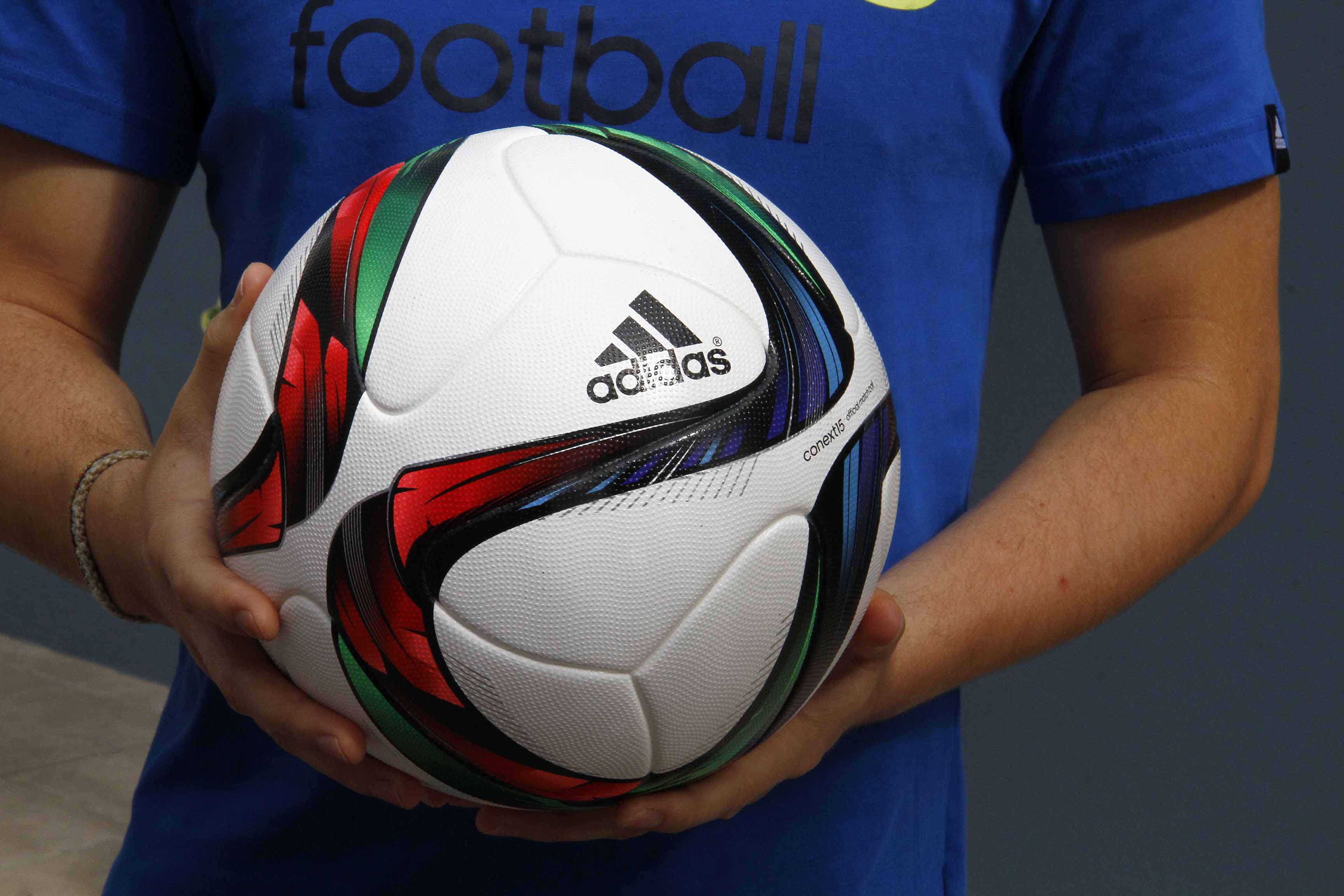
Adidas Conext 15

L'Adidas Conext 15 era basato sulla stessa tecnologia introdotta con Adidas Brazuca. I palloni di questa linea erano prevalentemente di colore bianco ed erano decorati con una forma ondulata a forma di 8, riprendendo quella utilizzata per Adidas Marhaba. Una prima versione fu presentata nel settembre 2014 come pallone ufficiale delle qualificazioni a UEFA Euro 2016 e presentava una decorazione nera, con dettagli rossi e argentati. Pochi mesi dopo, a fine novembre 2014, è stata annunciata la versione utilizzata per la Coppa del mondo per club FIFA 2014. Questa versione presentava colori leggermente diversi nella decorazione, perché la linea nera presentava elementi rossi, verdi e blu ispirati alla natura. Lo stesso pallone è stato utilizzato anche per la Coppa del Re 2014-2015, la Supercopa de España 2015  e la J1 League 2015. Un'altra variante è stata utilizzata come pallone ufficiale della Supercoppa UEFA 2015, che aveva un motivo verde e blu sulla linea ondulata. Altre due varianti cromatiche sono state impiegate anche come palloni ufficiali delle edizioni 2015-2016 e 2016-2017 della UEFA Europa League.
Il pallone è stato utilizzato anche per la campionato mondiale femminile di calcio 2015 in Canada; mentre la finale del torneo si è giocata con la variante denominata Adidas Conext 15 Final Vancouver, che è stato il primo pallone creato appositamente per una finale del campionato mondiale femminile di calcio.
A partire dal 2017 il motivo della linea Conext 15 venne sostituito da un pattern con decorazione al centro dei pannelli, già utilizzato per Adidas Krasava, che venne impiegato nella decorazione dei palloni ufficiali della Coppa del mondo per club FIFA 2016, J1 League 2017, Supercoppa UEFA 2017, della UEFA Europa League 2017-2018 e delle qualificazioni al campionato mondiale di calcio 2018.

## Adidas Conext 19

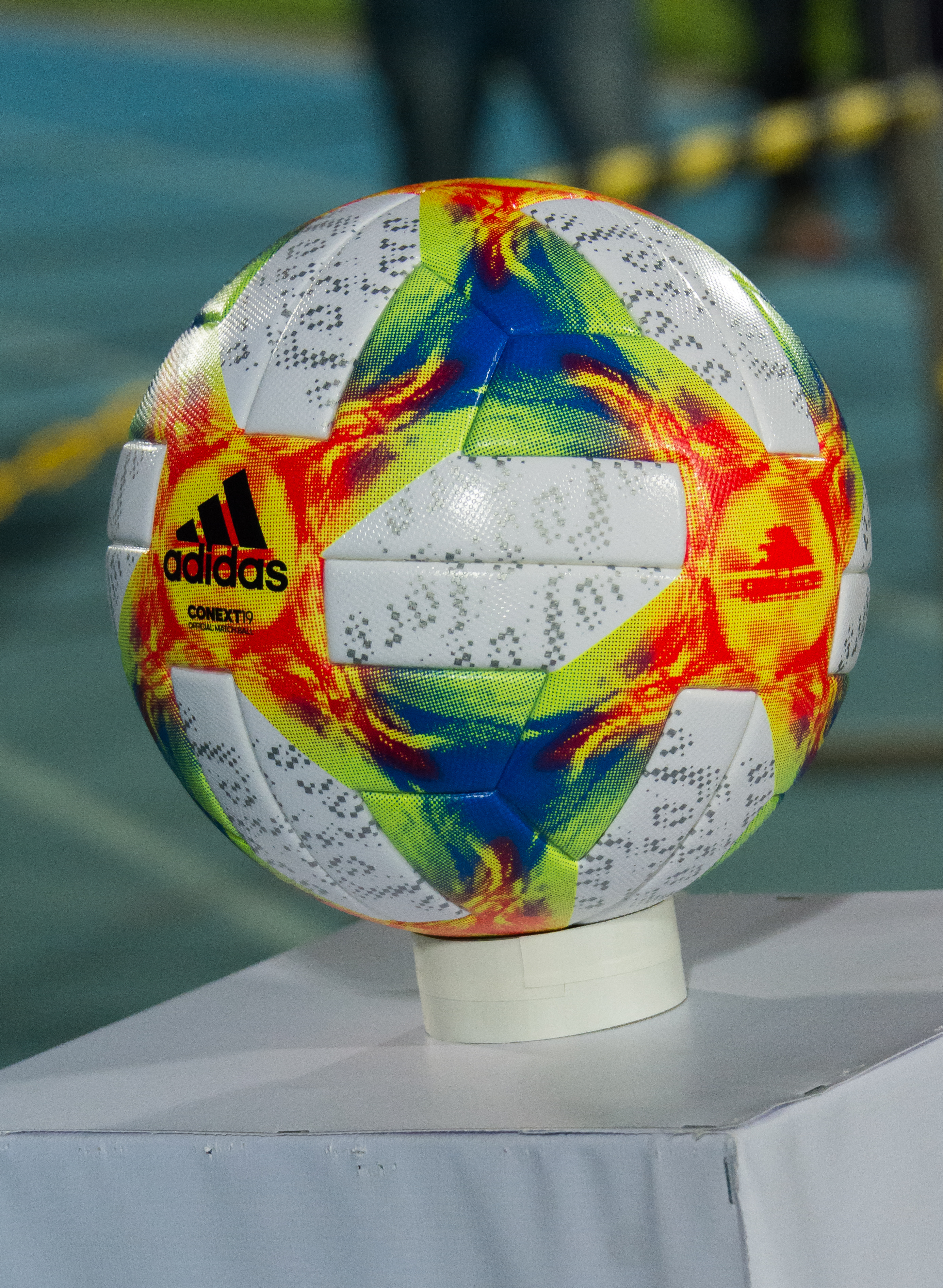
Adidas Conext 19

L'Adidas Conext 19, basato sullo stesso design dell'Adidas Telstar 18, è stato ufficialmente annunciato come pallone ufficiale della Coppa del mondo per club FIFA 2018 negli Emirati Arabi Uniti. La colorazione era principalmente bianca con un motivo a forma triangolare in blu, rosso, giallo e verde. Adidas ha prodotto anche una versione invernale di colore arancione con una decorazione blu scuro. Adidas Conext 19 è stata utilizzata anche per la 3. Liga 2018-2019, mentre per la J1 League 2019 è stata prodotta una variante rossa. Una variante verde e blu è stata utilizzata come pallone ufficiale della Supercoppa UEFA 2019.
Il pallone è stato utilizzato anche per le qualificazioni al campionato europeo di calcio 2020 e per la fase a gironi del campionato mondiale femminile di calcio 2019; mentre per la fase a eliminazione diretta è stato utilizzato un pallone disegnato appositamente per la competizione: Adidas Tricolore 19, che si ispira a Tricolore, il pallone ufficiale del campionato mondiale di calcio 1998.

## Adidas Conext 21

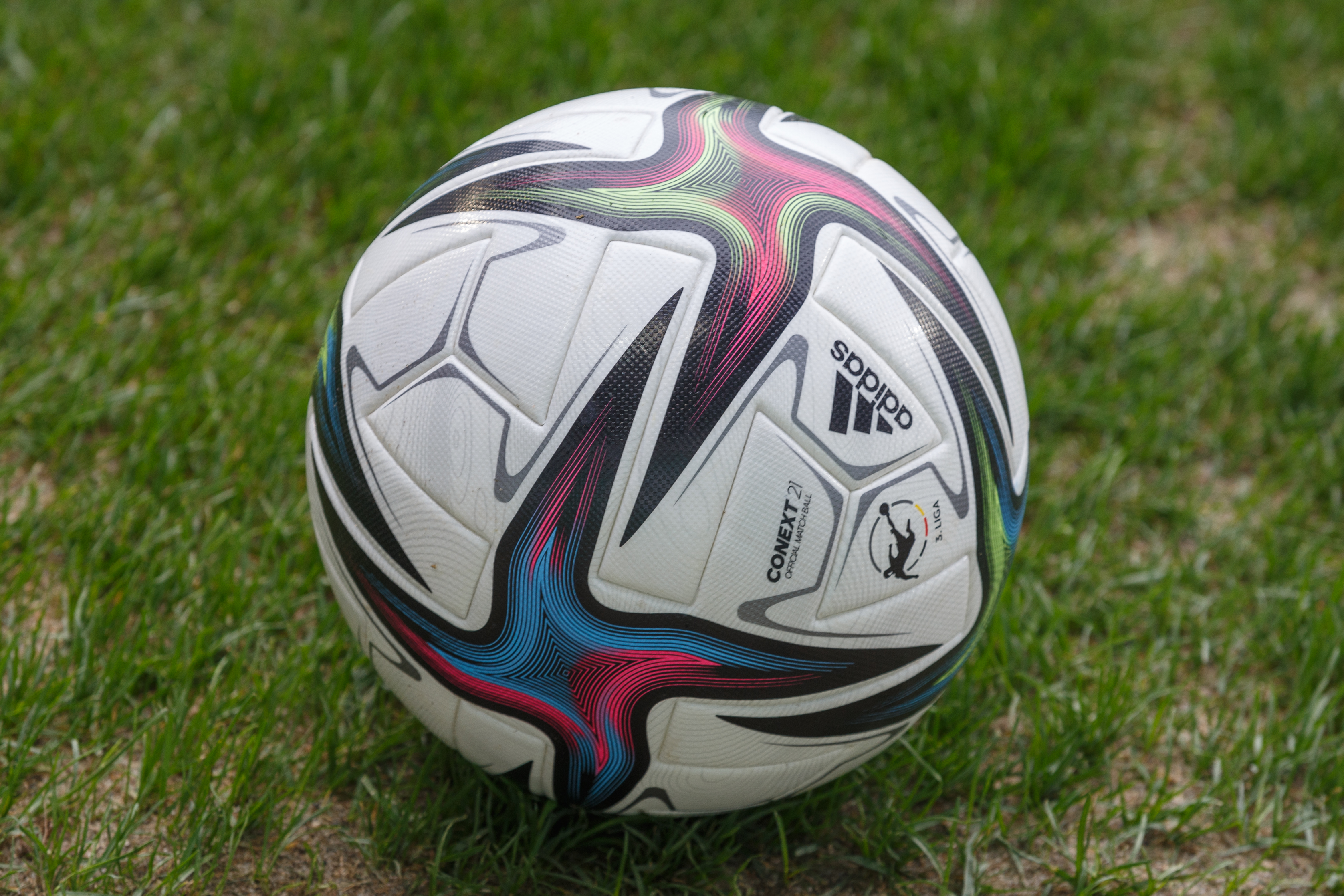
Adidas Conext 21

L'Adidas Conext 21 è stato annunciato nel dicembre 2020 come pallone ufficiale della Coppa del mondo per club FIFA 2020 in Qatar. Il disegno era formato da sei forme nere a forma di stella a quattro punte, con dettagli blu, verdi e magenta. Il pallone è stato utilizzato anche per la 3. Liga 2020-2021 e la J1 League 2021. Una variante con dettagli rossi e gialli è stata utilizzata come pallone ufficiale per la Coppa del Re 2020-2021 e per la Supercopa de España 2020. Una variante verde e blu è stata utilizzata come pallone ufficiale della Supercoppa UEFA 2021. Conext 21 è stato usato anche come pallone ufficiale delle qualificazioni al campionato mondiale di calcio 2022.
Originariamente Adidas presentò come pallone ufficiale per i tornei di calcio di Tokyo 2020 Adidas Tsubasa, il cui utilizzo era già stato annunciato per la Coppa del mondo per club FIFA 2019, la J1 League 2020 e la Supercoppa UEFA 2020, ma a causa della pandemia di COVID-19 i giochi olimpici furono rinviati all'estate 2021. Nel luglio 2021 è stata annunciata la sostituzione di Adidas Tsubasa con una variante del Conext 21, con la decorazione colorata di rosso, come pallone ufficiale dei tornei olimpici.

## Adidas Conext 24 Pro
L'Adidas Conext 24 Pro è stato annunciato nel dicembre 2023 come pallone ufficiale della Coppa del mondo per club FIFA 2023 in Arabia Saudita. La tecnologia era la stessa introdotta con Adidas Al Rihla e la colorazione è principalmente nera, con sfumature rosa e dettagli arancioni, mentre la decorazione riprende quella di Adidas Oceaunz, ma con il motivo di colore bianco. Una variante di colore bianco, con pattern rosso e dettagli neri, detta Kotohogi 30 è stata annunciata come pallone ufficiale della J1 League 2023, per celebrare il trentennale del campionato giapponese di calcio, mentre un'altra variante con le decorazioni verdi azzurre è stata impiegata per la Supercoppa UEFA 2023. Sono state annunciate delle varianti anche come palloni ufficiali per la Supercoppa UEFA 2024 e per la DFB-Pokal 2023-2024.